# Náhon (Hradec Králové)
Náhon (německy Nahon) je historická osada, část královéhradeckých čtvrtí Malšovice a Nový Hradec Králové, která se nachází především podél staré silnice spojující Malšovice, Malšovou Lhotu a Svinary a nese lidové jméno Hrázka (podle přehrady zrušeného Nového rybníka, který je dnes ještě viditelný).

## Historie
Ve středověku zde byly jen lesy, pastviny a rybníky. Proto toto místo nepoškodily velké povodně 22. června 1445 a 15. února 1655. Náhon byl založen jako osada obce Malšovice teprve koncem 18. století. Jméno pochází od náhonu, který přivádí vodu do Nového rybníka (založeného v roce 1496 a nazývaného také Na Obci) a rybníka Nadýmač u Bělče nad Orlicí.
V roce 1768 byla vedle Nového rybníka postavena pila. V té době zde už existoval mlýn, jeho majitelem byl v roce 1772 mlynář Jan Sladomel. V roce 1822 byly v mlýně také připravovány jáhly. Nutno také zmínit velkou povodeň ve dnech 5. a 6. února 1775, která nepřinesla jen majetkové škody, ale navíc v Malšovicích utopila tři děti a jednoho dospělého. Roku 1789 zde Jan Pochybovský od města koupil kus pastviny a poté postavil dům se zahradou. U Nového rybníka se usadil Jan Záhorský, nejprve založil zahradu a později také postavil dům. Pak sem přišli další osadníci a v roce 1791 už byla nová osada nazývána Náhon. Důkazem toho je smlouva, podle níž Josef Kotrč koupil od Anny Součkovové v Náhonu pole. V roce 1818 je zmínka o domu Jana Jetela.
Na konci 18. a začátku 19. století byly v Novém Hradci a Malšovicích stavěny domy výhradně ze dřeva, nové z konce 19. století se staví už pouze z cihel. K městečku Nový Hradec Králové patřily domy č. 229, 231–233, 236–237, 241, 248, 258, 261, 271–272, 274–278 a 475–478, zbývající domy byly součástí Malšovic. Poslední zmínka o existenci Nového rybníka je z roku 1833, krátce poté byl rybníček přeměněn na lesy. Stejný osud jako rybníček potkal několik domů, protože mnoho z nich zmizelo při častých požárech, například v roce 1846 (ve škole) a v roce 1847 (mlýn).
Rok 1849 znamenal nezávislost malšovického Náhonu na Hradci Králové. Následující rok byl spojen s královéhradeckou a přímskou částí Malšovic a osadou Zámostí. Tím byla vytvořena společná politická a katastrální obec pod názvem Malšovice a od té doby je Náhon její součástí.
Na opravách silnic a dalších veřejných míst měl značnou zásluhu místní okrasný spolek, který byl založen v roce 1898 pod názvem „Spolek Komenský“. V letech 1915–1916 byla například postavena cesta přes Náhon a o pět let dříve byl vybudován hostinec „Na Hrázce“ se sálem pro zábavy a vodními lázněmi. Současně byly až k hranici katastru Hradce Králové bratry Bursovými stavěny vily a další domy. V roce 1913 byla do malšovického mlýna zavedena elektrická síť, o šest let později byla zahájena dodávka elektřiny z městské elektrárny v Hradci Králové (dnešní labská elektrárna „Hučák“) a v roce 1921 bylo zavedeno osvětlení místní silnice. Vývoj osady byl ale několikrát narušen katastrofami, a to nejen výše zmíněnými povodněmi, ale také vichřicemi, například 1. září 1899 a 4. července 1929.
Po vzniku Československa probíhaly rozhovory o připojení novohradecké části Náhonu, ale v důsledku vyšších daňových povinností skončily neúspěchem. Až o deset let později, v roce 1929, obyvatelé novohradecké části souhlasili, ale odpor novohradecké obce tomu zabránil. V roce 1927 bylo sjednoceno číslování místních nemovitostí s Malšovicemi a z obce se stala obyčejná osada bez vlastního starosty. Od té doby všechny kompetence převzali starosta, rada a zastupitelstvo Malšovic.

## Památky
- Zvonice z roku 1912
- Socha sv. Jana Nepomuckého z roku 1860
- Památník Jana Husa (umístění základního kamene 8. července 1923, odhalení památky 8. července 1924)
- Budova Základní školy Úprkova z roku 1905
- Kříž z pískovce v sousedství restaurace „U Čechů“
- Vila manželů Matějků z let 2005-2007
- Restaurace „Na Hrázce“ z roku 1910
- Restaurace „U Zezuláků“ z roku 1820
- Restaurace „Zděná bouda“ (rekonstrukce 2010-2011)
- Lesní hřbitov z roku 1940 s velkým dřevěným křížem a památníkem na počest vojáků sovětské armády
- Chata „Obička“ (bývalý mlýn, který se v roce 1896 stal majetkem města Hradec Králové)